# Rajdowe mistrzostwa Wielkiej Brytanii

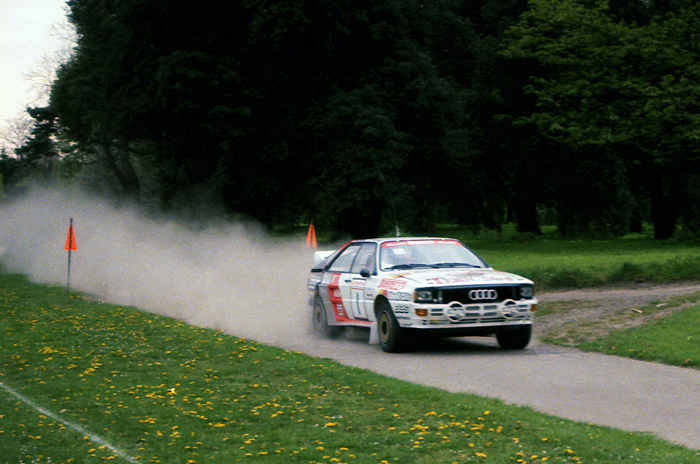
Michèle Mouton podczas Rajdu Walii 1985

Rajdowe mistrzostwa Wielkiej Brytanii, oryg. British Rally Championship – cykliczne zawody rajdowe, mające na celu wyłonienie mistrza Wielkiej Brytanii. Mistrzostwa Wielkiej Brytanii odbywają się od 1958 roku, a od 1999 roku są organizowane przez Motor Sports Association.

## Mistrzowie
| Rok  | Kierowca                                          | Pilot                                             | Samochód                                          | Zespół                                            |
| ---- | ------------------------------------------------- | ------------------------------------------------- | ------------------------------------------------- | ------------------------------------------------- |
| 1958 | Ron Gouldbourn                                    | Stuart Turner                                     | Triumph TR3A                                      |                                                   |
| 1959 | John Sprinzel                                     | Stuart Turner                                     | Austin-Healey Sprite                              |                                                   |
| 1960 | Bill Bengry                                       | David Skeffington                                 | Volkswagen 1200                                   |                                                   |
| 1961 | Bill Bengry                                       | David Skeffington                                 | Volkswagen 1500                                   |                                                   |
| 1962 | Tony Fisher                                       | Brian Melia                                       | Mini Cooper                                       |                                                   |
| 1963 | Tony Fisher                                       | Brian Melia                                       | Mini Cooper                                       |                                                   |
| 1964 | Eric Jackson                                      | Ken Joseph                                        | Ford Cortina GT                                   |                                                   |
| 1965 | Roger Clark                                       | Jim Porter                                        | Ford Cortina GT                                   |                                                   |
| 1966 | Roy Fidler                                        | Alan Taylor                                       | Triumph 2000                                      |                                                   |
| 1967 | Jim Bullough                                      | Don Barrow                                        | Lotus Cortina                                     |                                                   |
| 1968 | Colin Malkin                                      | John Brown                                        | Hillman Imp                                       |                                                   |
| 1969 | John Bloxham                                      | Richard Harper                                    | Ford Escort Twin Cam                              |                                                   |
| 1970 | Will Sparrow                                      | Nigel Raeburn                                     | Austin Mini Cooper S                              |                                                   |
| 1971 | Chris Sclater                                     | Martin Holmes                                     | Ford Escort RS 1600                               |                                                   |
| 1972 | Roger Clark                                       | Jim Porter                                        | Ford Escort RS 1600                               | Team Esso Uniflo                                  |
| 1973 | Roger Clark                                       | Jim Porter                                        | Ford Escort RS 1600                               | Team Esso Uniflo                                  |
| 1974 | Billy Coleman                                     | Dan O’Sullivan                                    | Ford Escort RS 1600                               | Thomas Motors of Blackpool                        |
| 1975 | Roger Clark                                       | Jim Porter                                        | Ford Escort RS 1800 MKII                          | Ford Motor Co. Ltd.                               |
| 1976 | Ari Vatanen                                       | Peter Bryant                                      | Ford Escort RS 1800 MKII                          | Ford Motor Co. Ltd.                               |
| 1977 | Russell Brookes                                   | John Brown                                        | Ford Escort RS 1800 MKII                          | Andrews Heat for Hire                             |
| 1978 | Hannu Mikkola                                     | Arne Hertz                                        | Ford Escort RS 1800 MKII                          | Eaton Yale                                        |
| 1979 | Pentti Airikkala                                  | Risto Virtanen                                    | Vauxhall Chevette 2300 HS                         | Dealer Team Vauxhall Castrol                      |
| 1980 | Ari Vatanen                                       | David Richards                                    | Ford Escort RS 1800 MKII                          | Rothmans Rally Team                               |
| 1981 | Jimmy McRae                                       | Ian Grindrod                                      | Opel Ascona 400                                   | Dealer Team Opel                                  |
| 1982 | Jimmy McRae                                       | Ian Grindrod                                      | Opel Ascona 400                                   | Rothmans Opel Rally Team                          |
| 1983 | Stig Blomqvist                                    | Björn Cederberg                                   | Audi Quattro                                      | Audi Sport UK                                     |
| 1984 | Jimmy McRae                                       | Mike Nicholson                                    | Opel Manta 400                                    | GM Dealer Sport                                   |
| 1985 | Russell Brookes                                   | Mike Broad                                        | Opel Manta 400                                    | GM Dealer Sport Andrews Heat for Hire             |
| 1986 | Mark Lovell                                       | Roger Freeman                                     | Ford RS200                                        | Ford Motor Co. Ltd.                               |
| 1987 | Jimmy McRae                                       | Ian Grindrod                                      | Ford Sierra RS Cosworth                           | RED Ford                                          |
| 1988 | Jimmy McRae                                       | Rob Arthur                                        | Ford Sierra RS Cosworth                           | Ford Motor Co. Ltd.                               |
| 1989 | David Llewellin                                   | Phil Short                                        | Toyota Celica GT-Four ST165                       | Toyota Team Great Britain                         |
| 1990 | David Llewellin                                   | Phil Short                                        | Toyota Celica GT-Four ST165                       | Toyota Team Great Britain                         |
| 1991 | Colin McRae                                       | Derek Ringer                                      | Subaru Legacy RS                                  | Rothmans Subaru UK Rally Team                     |
| 1992 | Colin McRae                                       | Derek Ringer                                      | Subaru Legacy RS                                  | Rothmans Subaru UK Rally Team                     |
| 1993 | Richard Burns                                     | Robert Reid                                       | Subaru Legacy RS                                  | Subaru Rally Team                                 |
| 1994 | Malcolm Wilson                                    | Bryan Thomas                                      | Ford Escort RS Cosworth                           | Michelin Pilot Team Ford                          |
| 1995 | Alister McRae                                     | David Senior                                      | Nissan Sunny GTi                                  | Nissan F2                                         |
| 1996 | Gwyndaf Evans                                     | Howard Davies                                     | Ford Escort RS 2000                               | Ford Motor Co. Ltd.                               |
| 1997 | Mark Higgins                                      | Phil Mills                                        | Nissan Sunny GTi                                  | Nissan Motorsports Europe                         |
| 1998 | Martin Rowe                                       | Derek Ringer                                      | Renault Mégane Maxi                               | Renault Dealer Rallying UK                        |
| 1999 | Tapio Laukkanen                                   | Kaj Lindström                                     | Renault Mégane Maxi                               | Renault Elf Dealer Rallying                       |
| 2000 | Marko Ipatti                                      | Kari Kajula                                       | Mitsubishi Lancer Evo VI                          | Polar Motorsport                                  |
| 2001 | mistrzostwa odwołano z powodu epidemii pryszczycy | mistrzostwa odwołano z powodu epidemii pryszczycy | mistrzostwa odwołano z powodu epidemii pryszczycy | mistrzostwa odwołano z powodu epidemii pryszczycy |
| 2002 | Jonny Milner                                      | Nicky Beech                                       | Toyota Corolla WRC                                |                                                   |
| 2003 | Jonny Milner                                      | Nicky Beech                                       | Toyota Corolla WRC                                |                                                   |
| 2004 | David Higgins                                     | Daniel Barritt                                    | Hyundai Accent WRC3                               |                                                   |
| 2005 | Mark Higgins                                      | Bryan Thomas                                      | Ford Focus RS WRC '01                             | Eddie Stobart Motorsport                          |
| 2006 | Mark Higgins                                      | Rory Kennedy                                      | Subaru Impreza STi N12                            |                                                   |
| 2007 | Guy Wilks                                         | Phil Pugh                                         | Mitsubishi Lancer Evo IX                          |                                                   |
| 2008 | Guy Wilks                                         | David Moynihan                                    | Mitsubishi Lancer Evo IX                          | Mitsubishi Motors UK                              |
| 2009 | Keith Cronin                                      | Greg Shinnors                                     | Mitsubishi Lancer Evo IX                          |                                                   |
| 2010 | Keith Cronin                                      | Barry McNulty                                     | Subaru Impreza STi N15                            | Pirelli Teg Sport                                 |
| 2011 | David Bogie                                       | Kevin Rae                                         | Mitsubishi Lancer Evo IX                          |                                                   |
| 2012 | Keith Cronin                                      | Marshall Clarke                                   | Citroën DS3 R3T                                   |                                                   |
| 2013 | Jukka Korhonen                                    | Marko Salminen                                    | Citroën DS3 R3T                                   | ADAC Weser-Ems                                    |
| 2014 | Daniel McKenna                                    | Arthur Kierans                                    | Citroën DS3 R3T                                   |                                                   |
| 2015 | mistrzostwa odwołano                              | mistrzostwa odwołano                              | mistrzostwa odwołano                              | mistrzostwa odwołano                              |
| 2016 | Elfyn Evans                                       | Craig Parry                                       | Ford Fiesta R5                                    | Dmack British Rally Team                          |
| 2017 | Keith Cronin                                      | Mikie Galvin                                      | Ford Fiesta R5                                    |                                                   |
| 2018 | Matt Edwards                                      | Darren Garrod                                     | Ford Fiesta R5                                    | M-Sport                                           |
| 2019 | Matt Edwards                                      | Patrick Walsh                                     | Ford Fiesta R5                                    | M-Sport Ford WRT                                  |